# Cico Beck

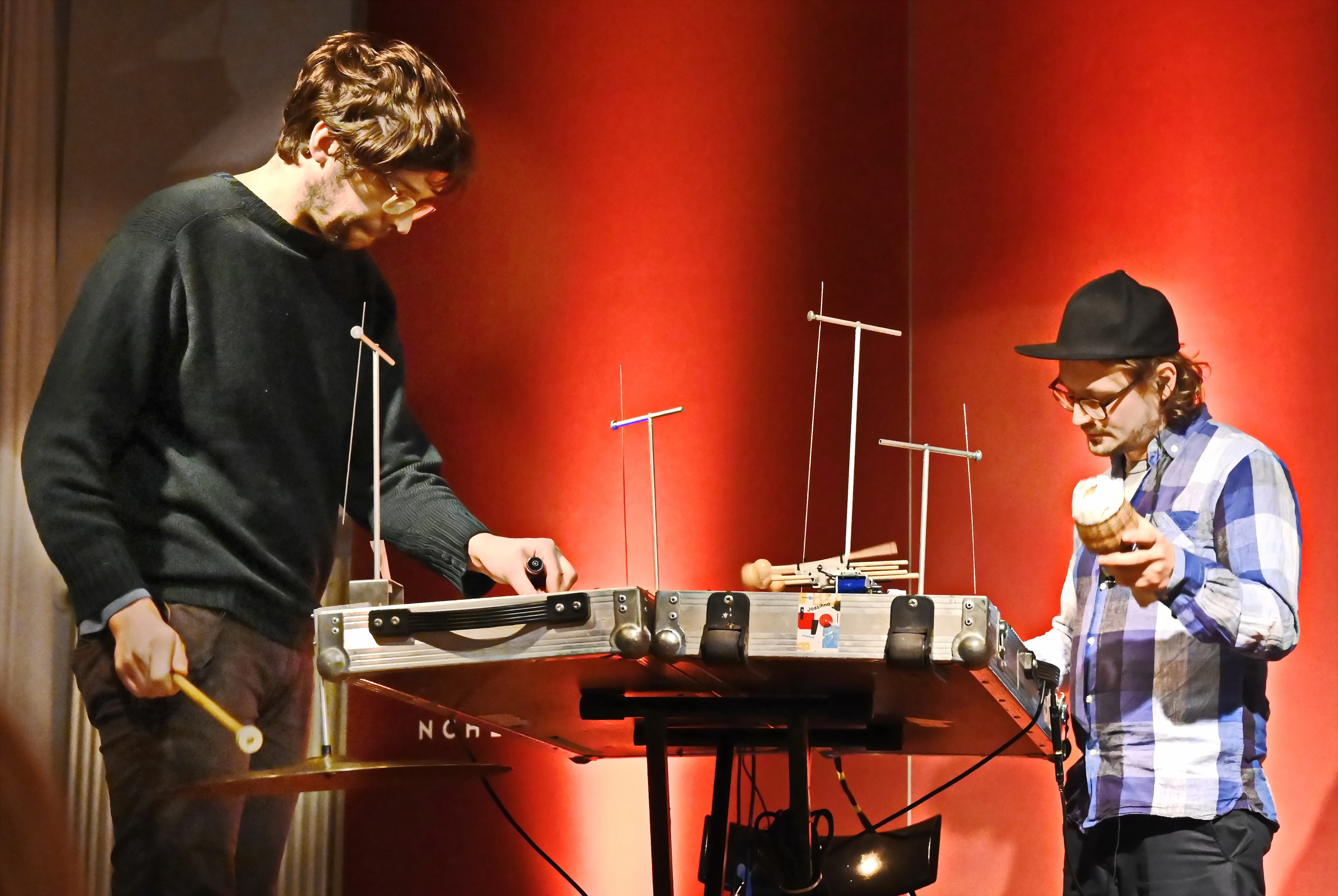
Joasihno beim Ernst-Hoferichter-Preis 2020 im Literaturhaus München

Cico Beck, eigentlich Christoph Beck (* 1984 in Egweil), ist ein deutscher Musiker, der vorwiegend durch sein Musikprojekt „Joasihno“ bekannt wurde.

## Leben
Cico Beck (gesprochen: Giko) wuchs im oberbayerischen Dorf Egweil in der Nähe von Eichstätt auf. Nach dem Abitur an einem Musikgymnasium, studierte er Förderschullehramt mit dem Förderschwerpunkt geistige Entwicklung an der LMU München. Nach dem Abschluss des Staatsexamens besuchte er von 2009 bis 2013 die Musikhochschule Münster (Fachbereich 15) der Westfälischen Wilhelms-Universität Münster und absolvierte die Ausbildung zum klassischen Schlagwerker.

### Joasihno
Begonnen hat Joasihno 2009 als Solo-Loop-Orchesterprojekt, in dem Beck Schleifen aus Gesang, Folkgitarren und verschiedenen elektronischen und akustischen Sounds überlagerte.

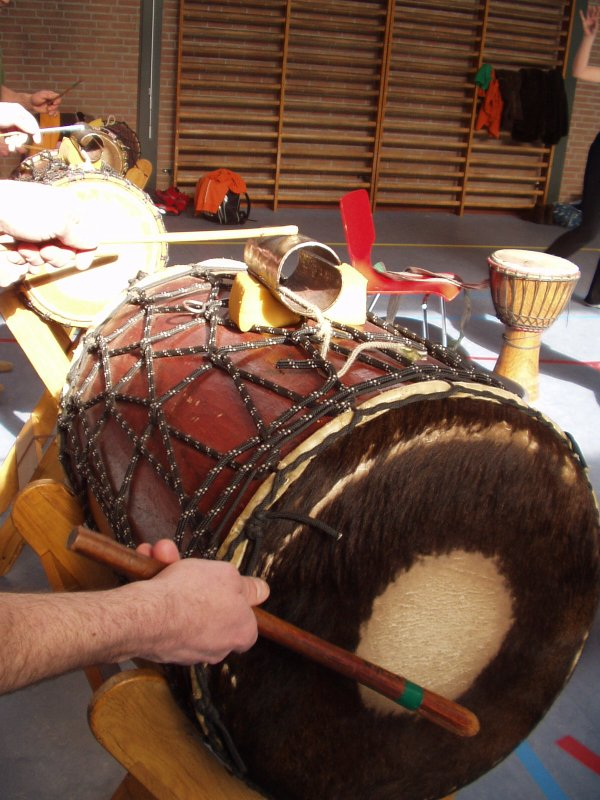
Die Doundoun, eine mit Kuhfell bespannte, zylindrische Basstrommel

Noch im ersten Jahr erschien in Eigenregie die Debüt-EP papierTonnenTigerTum. Seit 2010 tritt Beck bei Live-Auftritten als Duo zusammen mit dem Schlagzeuger Nico Sierig von Missent to Denmark auf. 2011 erschien das erste Album We Say: Oh Well. Die Songs und Texte schrieb er im Keller seines Elternhauses. Die Notwist-Brüder Micha und Markus Acher nahmen Joasihno als Support mit auf Tour und verlegten das darauffolgende Album A Lie (2013) auf ihrem Label Alien Transistor.
2015 ersetzte Cico Beck Martin Gretschmann bei The Notwist.
Joasihno trat neben Sebastian Witte am Ende von Anil Jacob Kunnels Film „Pixelschatten“ (2011) auf und ist auf dem Soundtrack zum Film zu hören. Weitere Film- und Theatermusikbeiträge erfolgten zum Teil unter Becks Klarnamen.
Auf dem 2016 erschienenen Album Meshes ist die Musik experimenteller und über weite Strecken instrumental. Vorbilder des von Beck sogenannten „Electronic Anti-Pop“ sind frühe Experimental-Elektroniker, die Kanons von Moondog, die Patterns von Steve Reich und die Produktion von Four Tet.
Weitere Bandprojekte sind Aloa Input, Ms. John Soda, You + Your D. Metal Friend, Spirit Fest.

## Diskografie
- 2009: Joasihno: papierTonnenTigerTum (EP; Eigenvertrieb)
- 2011: Joasihno: We Say: Oh Well (Album; LP: Red Can Records; CD: Kyr Records)
- 2013: Joasihno: A Lie (Album; Alien Transistor)
- 2013: Aloa Input: Anysome (Album, Morr Music)
- 2015: Aloa Input: Mars etc. (Album, Morr Music)
- 2016: Ms. John Soda: Loom (Album, Morr Music)
- 2016: Joasihno: Meshes (Album, Alien Transistor)
- 2016: You + Your D. Metal Friend: Sonnier (Album, Alien Transistor)
- 2016: The Notwist: Superheros, Ghostvillians & Stuff (Live-Album, Alien Transistor / Sub Pop)
- 2017: Millepede: Mirror Mirror (Remix Album, Alien Transistor)
- 2017: Spirit Fest (Album, Morr Music)
- 2018: Spirit Fest (Album, Morr Music)
- 2019: Songs from the Kathmandu Valley (Album, Trikont)
- 2020: Spirit Fest (Album, Morr Music)
- 2021: The Notwist: Vertigo Days (Morr Music)
- 2021: Aloa Input: Devil's Diamonds Memory Collection (Siluh Records)
- 2023: Images Of Goo (Album, Unjenesaisquoi Records)

## Filmmusik
- 2011: Pixelschatten (Regie: Anil Jacob Kunnel)
- 2011: Monika (SWR-Produktion; Regie: Christian Werner)
- 2012/2013: Musik für Trailer und Filme der European Outdoor Film Tour
- 2013: Leaving Greece – Fluchtpunkt Griechenland (zusammen mit Florian Kreier; BR-Dokumentarfilm; Regie: Anna Brass)
- 2013/2014: Musik für Trailer und CD der European Outdoor Film Tour
- 2015: Mars Closer (zusammen mit Florian Kreier, Dokumentarfilm; Regie: Annelie Boros, Vera Brückner)
- 2017: Das Verschwinden (zusammen mit Markus und Micha Acher; TV-Serie; Regie: Hans-Christian Schmid)
- 2017: F 32.2 (zusammen mit Florian Kreier, Dokumentarfilm; Regie: Annelie Boros)
- 2017 Holy Mums (zusammen mit Florian Kreier, TV-Serie; Regie: Johanna Thalmann)
- 2018: System Error (zusammen mit Florian Kreier, Kino-Dokumentarfilm; Regie: Florian Opitz)
- 2018: Elternschule (zusammen mit Markus Acher; Kino-Dokumentarfilm; Regie: Jörg Adolph)
- 2019: Attitude is Everything (zusammen mit Florian Kreier, Kino-Dokumentarfilm; Regie: Susan Gluth)
- 2019: Roads (zusammen mit Markus und Micha Acher; Kino; Regie: Sebastian Schipper)
- 2019: Glory Days of Rock'n'Roll (zusammen mit Florian Kreier; Kino-Dokumentarfilm; Regie: Jens Pfeifer)
- 2020: Kräfte (HFF München; Regie: Annelie Boros)
- 2020: Walchensee Forever (zusammen mit Markus Acher; Kinofilm; Regie: Janna Ji Wonders)
- 2020 One Of These Days (zusammen mit Markus und Micha Acher; Regie: Bastian Günther)
- 2020: Mein Sohn (Zusammen mit Florian Kreier und Nicolas Sierig; Regie: Lena Stahl)
- 2021: Schlafschafe (zusammen mit Florian Kreier; TV-Serie ZDF, Regie: Matthias Thönnissen)
- 2022: Nach dem Happy End (Kino-Dokumentarfilm; Regie: Katharina Köster)
- 2022: Wir sind dann wohl die Angehörigen (zusammen mit Markus und Micha Acher; Kinofilm; Regie: Hans-Christian Schmid)
- 2023: Tatort: Was ihr nicht seht
- 2023: Aufgestaut (zusammen mit Florian Kreier, TV-Serie, ZDF, Regie: Matthias Thönnissen)
- 2024: Im Land der Wölfe (Kino-Dokumentarfilm, Regie: Ralf Bücheler)
- 2024: Petra Kelly – Not for nothing (Kino-Dokumentarfilm, Regie: Doris Metz)
- 2024: Jenseits von Schuld (Kino-Dokumentarfilm, Regie: Katharina Köster, Katrin Nemec)

## Theatermusik
- 2011: Woyzeck, Städtische Bühnen Münster (Regie: Alexander Schilling)
- 2011: Wie es euch gefällt, Theater Total, Bochum (Regie: Barbara Wollrath-Kramer)
- 2011: Siddhartha, Ruhrtriennale (Regie: Barbara Wollrath-Kramer)
- 2011: Performance Die Konferenz der Vögel, Theater Total, Bochum (Regie: Barbara Wollrath-Kramer)
- 2012: Romeo und Julia, Städtische Bühnen Münster (Regie: Markus Kopf)
- 2012: Platonov, Theater Total, Bochum (Regie: Barbara Wollrath-Kramer)
- 2012: Nocturne, Theater Total, Bochum (Regie: Barbara Wollrath-Kramer)
- 2013: Faust I, Theater Total, Bochum (Regie: Barbara Wollrath-Kramer)
- 2013: Unschuld, Theater Münster (Regie: Bernadette Sonnenbichler)
- 2013: Blattrausch, Theater Total, Bochum (Regie: Barbara Wollrath-Kramer)
- 2014: Die bitteren Tränen der Petra von Kant, Theater Münster (Regie: Bernadette Sonnenbichler)
- 2015: Lucky Happiness Golden Express, Theater Ingolstadt (Regie: Kathrin Mädler)
- 2015: Draußen vor der Tür, Theater Münster (Regie: Bernadette Sonnenbichler)
- 2015: Peter Pan, Theater Augsburg (Regie: Bernadette Sonnenbichler)
- 2016: Betrunkene, Schauspielhaus Graz (Regie: Bernadette Sonnenbichler)
- 2016: Peer Gynt, Landestheater Schwaben (Regie: Kathrin Mädler)
- 2016: Romeo & Julia, Düsseldorfer Schauspielhaus (Regie: Bernadette Sonnenbichler)
- 2017: Pension Schöller, Staatstheater Nürnberg (Regie: Bernadette Sonnenbichler)
- 2017: Alice im Wunderland, Residenztheater München (musikalische Leitung: Felix Müller, Regie: Christiane Stark)
- 2018: Menschen, Orte, Dinge. Berliner Ensemble (Regie: Bernadette Sonnenbichler)
- 2019: Wish List. Theater Regensburg (Regie: Oliver Endress)
- 2019: Mütter und Söhne. Berliner Ensemble (Regie: Karen Breece)
- 2019: Der Reisende. Landestheater Schwaben (Regie: Kathrin Mädler)
- 2020: Mutter Courage. Landestheater Schwaben (Regie: Pia Richter)
- 2020: Effie Briest. Theater Regensburg (Regie: Pia Richter)
- 2021: Edward II. Volkstheater München (Regie: Christian Stückl)
- 2021: Who Cares. Kammerspiele München (Regie: Christoph Frick; Musik: Cico Beck, Florian Kreier)
- 2022: Der Vorfall. Staatstheater Mainz (Regie: Kathrin Mädler)
- 2022: Kissyface. Theater Oberhausen (Regie: Kathrin Mädler)
- 2022: Scrooge. Staatstheater Darmstadt (Regie: Christian Brey; Musik: Cico Beck, Florian Kreier)
- 2023: My Private Jesus. Düsseldorfer Schauspielhaus (Regie: Bernadette Sonnenbichler)
- 2023: Die Wahrheit über Leni Riefenstahl (Regie: Kathrin Mädler)
- 2024: Der zerbrochene Krug. Staatstheater Mainz (Regie: Kathrin Mädler)

## Hörspiele
- 2021: Ich Mensch zu fliegen such. Bayerischer Rundfunk (Regie: Andy Ammer, Musik: Markus Acher, Micha Acher, Cico Beck)
- 2021: Il Ritorno in Patria. SRF (Regie: Ralf Bücheler)
- 2023: Herr Achternbusch, wie heißen Sie?.  Bayerischer Rundfunk (Regie: Andy Ammer, Musik: Günther Baby Sommer, Markus Acher, Micha Acher, Cico Beck)